# الكسندر ماكدونالد
الكسندر ماكدونالد هو محامي وسياسي كندي، ولد في 21 أكتوبر 1918 في فانكوفر في كندا، وتوفي بنفس المكان في 5 مارس 2014. حزبياً، نشط في Co-operative Commonwealth Federation ‏. وقد انتخب عضو مجلس العموم الكندي.